# A Espada Era a Lei
A Espada Era a Lei (em inglês:  The Sword in the Stone) é um filme norte-americano de animação produzido pela Disney em 1963, baseado no livro de 1938 de mesmo nome do autor inglês T.H. White.
É o 18º longa-metragem de animação dos estúdios Disney e foi lançado nos cinemas em 25 de dezembro de 1963. Foi dirigido por Wolfgang Reitherman e produzido por Walt Disney.

## Sinopse
Quem conseguisse tirar uma espada mágica encravada em uma pedra, seria coroado rei da Inglaterra. O esperto garoto Arthur, que desconhece a lenda, trabalha como cavalariço num castelo e sonha com o dia em se há de tornar num cavaleiro. Todavia, o Mago Merlin que vive na floresta, conhece o futuro e sabe que Arthur será rei. Dessa forma, muda-se para uma torre do castelo juntamente com seu fiel assistente, a coruja Arquimedes, e atribui a si próprio a missão de dar uma formação escolar ao jovem. Muito confuso, Merlin começa a falar de coisas e pessoas que ainda não existem. As suas melhores aulas são aquelas em que transforma Arthur em diferentes animais, como um esquilo ou um peixe. Essas aulas na floresta acabam por chamar a atenção de uma bruxa, a Madame Min. Buscando impressionar Arthur e humilhar Merlin, desafia-o para um duelo de magia. Merlin vence e Madame Mim fica doente.
Arthur torna-se escudeiro de seu meio irmão Ken, mas Merlin irrita-se e viaja para as Bermudas no século XX. No torneio de justa em que Arthur era escudeiro ele retira a Espada da Pedra, tornando-se rei, fazendo com que Merlin volte para o seu aprendiz.

## Elenco
- Rickie Sorensen como Arthur/Wart
- Karl Swenson como Merlin
- Junius Matthews como Arquimedes
- Martha Wentworth como Madame Min
- Alan Napier como Sir Pelinore
- Sebastian Cabot como Sir Ector e o narrador
- Norman Alden como Sir Kay

## Produção
O diretor Wolfgang Reitherman já tinha dirigido e trabalhado de animador em outros filmes da Disney antes de A Espada Era a Lei.

## Prêmios e indicações
Oscar (EUA) 1963
- Indicado na categoria de melhor trilha sonora adaptada.[3]

### Bilheteria
Segundo o site Box Office Mojo, A Espada Era a Lei arrecadou um total de $12 000 000 nos cinemas.